# Натюрморт із дамою та папугою
Натюрмо́рт із да́мою та папу́гою  ( нім. Großes Stilleben mit einer Dame und Papagei ) - умовна назва великого за розмірами натюрморту, який створив фламандський художник 17 століття Франс Снейдерс .
Батько художника Сейдерса був володарем трактиру. Комори з дичиною, рибами, овочами та фруктами і були головною натурою Снейдерса. В створенні натюрмортів також допомагали ескізи і  малюнки майстра та його пам'ять. Назва «Натюрморт з дамою та папугою » - пізня. Насправді - картина продовження низки творів майстра на теми «Комори» або «Лавки».